# Sericophanes tumidifrons
Sericophanes tumidifrons är en insektsart som beskrevs av Knight 1968. Sericophanes tumidifrons ingår i släktet Sericophanes och familjen ängsskinnbaggar. Inga underarter finns listade i Catalogue of Life.